# Serropalpus marseuli
Serropalpus marseuli is een keversoort uit de familie zwamspartelkevers (Melandryidae). De wetenschappelijke naam van de soort werd in 1992 gepubliceerd door Nikolay Borisovich Nikitskiy.